# 卓爾集團
卓爾集團股份有限公司，簡稱卓爾集團股份，以及卓爾集團（英語：Zall Development (Cayman) Holding Co., Ltd.，港交所：2098），在2002年由閻志（董事長及首席執行官）創立，名為「卓爾發展集團有限公司」。主要業務在大陸經營消费品专业市场开发、物业租赁以及商业运营服务，前身為「卓爾發展（開曼）控股有限公司」。
總部位於湖北省武汉市盘龙城第一企业社区ZALL PLAZA及香港中环交易广场2座16楼1606室。
2011年7月13日於香港交易所主板上市。招股價為3.57港元，全球發售股份為525,000,000股，集資額為1,874,250,000港元，其中恆基地產李家誠旗下基金、石庫門及新加坡投資者等基礎投資者，由原本1,874,250,000港元集資額，已提高至2,286,250,000港元。

## 資產
- 武汉长江足球俱乐部（已解散）
- 漢商集團（600774.SH）30%（其中閻志佔10%）
- 漢口北國際商品交易中心
- 长沙NO.1企业社区
- 沈阳客厅
- 襄阳客厅
- 荆州客厅
- 武漢花卉交易中心
- 漢口北.卓爾生活城
- 天门.卓爾生活城
- 卓爾钰龙国际金融中心
- 卓爾跨界（武漢）中心
- 卓爾.西安物联城
- 卓爾.北京大兴核心区
- 卓爾.中部物联港

## 链接
- ZallCN.com （页面存档备份，存于）